# 23944 Dusser
23944 Dusser este un asteroid din centura principală de asteroizi.

## Descriere
23944 Dusser este un asteroid din centura principală de asteroizi. A fost descoperit pe 20 octombrie 1998 la Caussols, în cadrul proiectului ODAS. Asteroidul prezintă o orbită caracterizată de o semiaxă mare de 2,62 ua, o excentricitate de 0,14 și o înclinație de 13,3° în raport cu ecliptica.